# 6740 Goff
6740 Goff este un asteroid din centura principală de asteroizi.

## Descriere
6740 Goff este un asteroid din centura principală de asteroizi. A fost descoperit pe 14 aprilie 1993 la Observatorul Palomar de Carolyn S. Shoemaker și Eugene M. Shoemaker. Asteroidul prezintă o orbită caracterizată de o semiaxă mare de 2,56 ua, o excentricitate de 0,11 și o înclinație de 14,8° în raport cu ecliptica.